# Chiesa di Santa Eulalia d'Erill-la-Vall
La chiesa di Santa Eulalia d'Erill-la-Vall è una chiesa ubicata a La Vall de Boí, nella località di Erill-La-Vall: fa parte della chiese romaniche catalane della Vall de Boí, patrimonio dell'umanità.

## Storia e descrizione
La chiesa venne edificata nel XI secolo; fu quasi immediatamente ampliata, per subire altri lavori nel secolo successivo. Nel 1266 venne venduta al monastero di Santa Maria di Lavaix, a cui fu legata fino alla metà del XIX secolo. Nel corso dei secoli subì diversi crolli e ricostruzioni: è forse questo uno dei motivi per cui al suo interno non sono presenti affreschi. Fu interessata da scavi archeoligici nel 1902, quando venne ritrovata la scultura della Deposizione, e tra il 1994 e il 1998, mentre nel 1962 fu dichiarata monumento storico-artistico e nel 2000, insieme alle altre chiese romaniche della Vall de Boí, venne inserita dall'UNESCO come patrimonio dell'umanità.
Internamente si compone di una navata unica alla cui estremità è posto l'abside: altre due absidi, di minori dimensioni, si aprono in quella zona che potrebbe essere definito il transetto, conferendole la tipica forma a trifoglio. Originariamente la copertura era a volta a botte, poi crollata, facendo rimanere visibili le travi e il tetto a doppio spiovente. Su una trave nella zona absidale è stato collocata una copia del gruppo scultoreo della Deposizione: si tratta di sette figure, Cristo, Giuseppe di Arimatea, Nicodemo, i due ladroni, Maria e Giovanni Battista, le ultime due conservate al Museo nazionale d'arte della Catalogna, mentre il resto si trova al Museo episcopale di Vic, raffiguranti la deposizione di Cristo. In un ambiente a cui si accede dalla navata sono raccolti diversi oggetti relativi alla chiesa e a quelle vicine. Il campanile consta di sei piani, caratterizzato da bifore ad archi ciechi.